# Angelique (série de jeux vidéo)
Pour les articles homonymes, voir Angélique.
 (novembre 2018).
Si vous disposez d'ouvrages ou d'articles de référence ou si vous connaissez des sites web de qualité traitant du thème abordé ici, merci de compléter l'article en donnant les références utiles à sa vérifiabilité et en les liant à la section « Notes et références ».
La série Angelique (アンジェリークシリーズ, de l'anglais « Angelique series », prononcé « Angélique ») est une franchise japonaise comprenant une série de jeux vidéo otome et leurs adaptations successives en séries manga et anime et en divers produits dérivés (disques, livres, accessoires...). Sa spécificité est d'être conçue par des femmes (le studio de développement Ruby Party), à destination d'un public féminin, avec des graphismes de la shōjo mangaka Kairi Yura. Elle est dérivée du jeu initial Angelique sorti en 1994 par Koei. Elle comprend des éléments de fantasy, d'aventures, et de romantisme. Elle tire son nom de celui de l'héroïne de la série, transcrit sans accent au Japon.

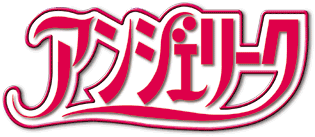
Logo dAngelique.

## Jeux vidéo
L'histoire de la série traditionnelle (aventures / simulation de drague) se poursuit d'un jeu à l'autre et avec les mêmes personnages (ainsi que dans ses adaptations en manga, anime, livres, CD).

### Jeux de drague
Série traditionnelle
- Angelique, jeu initial lui-même dérivé en plusieurs versions :
  - Angelique, sorti en 1994 (ré-adapté en 2002)
  - Angelique Special, sorti en 1995 (ré-adapté en 1996)
  - Angelique Voice Fantasy, sorti en 1996
  - Angelique Duet, sorti en 1998 (ré-adapté en 2006)
  - Angelique Retour, sorti en 2015
- Angelique Special 2, sorti fin 1996
- Angelique Trois, jeu lui-même dérivé en plusieurs versions :
  - Angelique Trois, sorti en 2000
  - Aizōhen Angelique Trois, sorti en 2002
- Angelique Etoile, sorti fin 2003
- Angelique Luminarise, sorti en 2021

### Autres jeux
Jeux de réflexion
- Fushigi no Kuni no Angelique, sorti en 1996 (ré-adapté en 2002)
- Sweet Ange, sorti en 1999

Jeu de rôle
- Angelique Tenkū no Requiem, sorti en 1998 (ré-adapté en 1999)

Jeu d'aventure
- Angelique Maren no Rokukishi, sorti en 2011

Jeu social
- Love-love Tenshi-sama ~Angelique~ (ラブラブ♥天使様 アンジェリーク?), jeu en réseau actif du 30 novembre 2011 au 31 juillet 2012.

## Histoire

### Angelique Special1995
L'histoire est la même que celle d'Angélique 1994.
La protagoniste de ce jeu est Angélique Limoges, une fille ordinaire de 17 ans. Elle est étudiante à la académie des filles de Smolleny.
Dans l'univers, il y a la reine et les neuf gardiens, qui maintiennent l'univers en l'harmonisant. Cependant, au fil du temps, le maintien de l'univers devient difficile et donc l'univers sera ruiné. La reine Angélique décide de déplacer le monde vers le nouvel univers. Pour ouvrir l'avenir dans le nouvel univers, une nouvelle reine est nécessaire pour gouverner et maintenir correctement le nouvel univers. De cette façon, Limoges est sélectionné comme candidate à la nouvelle reine. Elle passe l'examen d'élection en tant que candidate. La rivale est la fille d'un aristocrate, Rosalia de Catalgena au grand talent. L'une des deux est choisie comme prochaine reine.
La reine Angélique annonce le début de l'examen dans la ville aérienne au-dessus de la planète "Nouveau monde". La tâche d'examen est de développer la civilisation du continent. Limoges et Rosalia prennent en charge chacun des deux continents de la planète Nouveau monde. Celle qui aura réussi à développer le continent sera choisie comme prochaine reine. Les neuf Gardiens soutiennent Limoges et Rosalia.
Le but du jeu est de battre la rivale et de devenir une reine, ou d'avoir une relation amoureuse avec l'un des neuf gardiens et de l'acquérir.
Angélique Limoges - アンジェリーク・リモージュ (Anjerīku Rimōju). Gardien - 守護聖 (shugo-sē) en Japonais. Litt: Saint Gardien.

## Personnages

### Angelique1994
| Type          | Nom                  | Rôle                            | Âge    | 1 pronom  | Cible* | Interprété/e par* |
| ------------- | -------------------- | ------------------------------- | ------ | --------- | ------ | ----------------- |
| Protagoniste  | Angelique Limoges    | Candidate à la 256e reine       | 17 ans | watashi*  | -      | Yuri Shiratori    |
| Rivale        | Rosalia de Catargena | Candidate à la 256e reine       | 17 ans | watakushi | -      | Kotono Mitsuishi  |
| neuf Gardiens | Julious              | Gardien de la lumière           | 25 ans | watashi   | Oui    | Show Hayami       |
| neuf Gardiens | Clavis               | Gardien de l'ombre              | 25 ans | watashi   | Oui    | Kaneto Shiozawa   |
| neuf Gardiens | Luva                 | Gardien de la terre             | 26 ans | watashi   | Oui    | Toshihiko Seki    |
| neuf Gardiens | Oscar                | Gardien du feu                  | 22 ans | ore       | Oui    | Kenyū Horiuchi    |
| neuf Gardiens | Lumiale              | Gardien de l'eau                | 21 ans | watakushi | Oui    | Nobuo Tobita      |
| neuf Gardiens | Olivie               | Gardien du rêve                 | 22 ans | watashi   | Oui    | Takehito Koyasu   |
| neuf Gardiens | Randy                | Gardien du vent                 | 18 ans | ore       | Oui    | Nobutoshi Canna   |
| neuf Gardiens | Zephel               | Garden de l'acier               | 17 ans | ore       | Oui    | Mitsuo Iwata      |
| neuf Gardiens | Marcel               | Gardien du vert                 | 14 ans | boku      | Oui    | Hiro Yūki         |
| Autre         | Angelique            | 255e reine de l’univers         | 21 ans | -         | -      | Masako Katsuki    |
| Autre         | Dia                  | Aide de la reine Angelique      | 21 ans | -         | -      | Atsuko Tanaka     |
| Autre         | Sara                 | Diseuse de bonne aventure       | 21 ans | -         | -      | Ai Orikasa        |
| Autre         | Pastha               | Responsable de l'institut royal | 24 ans | -         | -      | Kazuki Yao        |

- 1er pronom personnel. Le pronom personnel que le personnage appelle lui-même. Il existe divers pronoms personnels en langue japonaise.
- Il y a plusieurs cibles dans jeu vidéo otome. Dans la série Angelique, il y a 19 cibles au maximum (dans Angelique Etoile)..
- Le premier jeu Angélique sur Super Famicom en 1994 n'a pas les voix des personnages. Des voix sont ajoutées dans Angelique Special en 1995.

### Angelique Special 21996
| Type           | Nom                       | Rôle                                   | Âge                       | Cible                     | Interprété/e par          |
| -------------- | ------------------------- | -------------------------------------- | ------------------------- | ------------------------- | ------------------------- |
| Protagoniste   | Angelique Collette        | Candidate à la reine du nouvel univers | 17 ans                    | -                         | Yoko Asada                |
| Rivale         | Rachel Heart              | Candidate à la reine du nouvel univers | 16 ans                    | -                         | Miki Nagasawa             |
| L'esprit       | Alfonsia                  | La volonté du nouvel univers           | -                         | -                         | -                         |
| Reine          | Angélique Limoges         | 256e reine de l’univers                | 17 ans                    | -                         | Yuri Shiratori            |
| Aide           | Rosalia de Catargena      | Aide de la reine Limoges               | 17 ans                    | -                         | Kotono Mitsuishi          |
| neuf Gardiens  | Comme dans Angelique 1994 | Comme dans Angelique 1994              | Comme dans Angelique 1994 | Comme dans Angelique 1994 | Comme dans Angelique 1994 |
| Instructeurs   | Victor                    | Instructeur de l’esprit                | 31 ans                    | Oui                       | Fumihiko Tachiki          |
| Instructeurs   | Sei-lan                   | Instructeur de la sensibilité          | 19 ans                    | Oui                       | Tetsuya Iwanaga           |
| Instructeurs   | Timka                     | Instructeur de la dignité              | 13 ans                    | Oui                       | Atsushi Kisaichi          |
| Collaborateurs | Ernst                     | Chercheur en chef du laboratoire royal | 27 ans                    | Oui                       | Toshiyuki Morikawa        |
| Collaborateurs | Mel                       | Diseur de bonne aventure               | 15 ans                    | Oui                       | Yumi Tōma                 |
| Collaborateurs | Charlie                   | Marchand mystérieux                    | 23 ans                    | Oui                       | Mitsuaki Madono           |

### Angelique Trois2000
| Type           | Nom                  | Rôle                                   | Âge    | Taille | Cible | Interprété/e par   |
| -------------- | -------------------- | -------------------------------------- | ------ | ------ | ----- | ------------------ |
| Protagoniste   | Angelique Collette   | Reine du nouvel univers                | 17 ans | 162 cm | -     | Yoko Asada         |
| Aide           | Rachel Heart         | Aide de la reine du nouvel univers     | 16 ans | 171 cm | -     | Miki Nagasawa      |
| Reine          | Angélique Limoges    | 256e reine de l’univers                | 17 ans | 160 cm | -     | Yuri Shiratori     |
| Aide           | Rosalia de Catargena | Aide de l'univers de Limoges           | 17 ans | 165 cm | -     | Kotono Mitsuishi   |
| neuf Gardiens  | Julious              | Gardien de la lumière                  | 25 ans | 188 cm | Oui   | Shō Hayami         |
| neuf Gardiens  | Clavis               | Gardien de l'ombre                     | 25 ans | 190 cm | Oui   | Kaneto Shiozawa    |
| neuf Gardiens  | Luva                 | Gardien de la terre                    | 26 ans | 177 cm | Oui   | Toshihiko Seki     |
| neuf Gardiens  | Oscar                | Gardien du feu                         | 22 ans | 189 cm | Oui   | Kenyū Horiuchi     |
| neuf Gardiens  | Lumiale              | Gardien de l'eau                       | 21 ans | 183 cm | Oui   | Nobuo Tobita       |
| neuf Gardiens  | Olivie               | Gardien du rêve                        | 22 ans | 180 cm | Oui   | Takehito Koyasu    |
| neuf Gardiens  | Randy                | Gardien du vent                        | 18 ans | 177 cm | Oui   | Nobutoshi Canna    |
| neuf Gardiens  | Zephel               | Garden de l'acier                      | 17 ans | 171 cm | Oui   | Mitsuo Iwata       |
| neuf Gardiens  | Marcel               | Gardien du vert                        | 14 ans | 170 cm | Oui   | Hiro Yūki          |
| Instructeurs   | Victor               | Instructeur de l’esprit                | 34 ans | 186 cm | Oui   | Fumihiko Tachiki   |
| Instructeurs   | Sei-lan              | Instructeur de la sensibilité          | 22 ans | 176 cm | Oui   | Tetsuya Iwanaga    |
| Instructeurs   | Timka                | Instructeur de la dignité              | 16 ans | 176 cm | Oui   | Atsushi Kisaichi   |
| Collaborateurs | Ernst                | Chercheur en chef du laboratoire royal | 30 ans | 179 cm | Oui   | Toshiyuki Morikawa |
| Collaborateurs | Mel                  | Diseur de bonne aventure               | 18 ans | 175 cm | Oui   | Yumi Tōma          |
| Collaborateurs | Charlie              | Le plus grand marchand de l'univers    | 26 ans | 181 cm | Oui   | Mitsuaki Madono    |
| Autre          | Arios                | Jeune homme mystérieux                 | 28 ans | 187 cm | Oui   | Ken Narita         |
| Autre          | Elda                 | Homme enfermé dans Arcadia             | ?      | ?      | ?     | Mitsuru Miyamoto   |
| Autre          | Ra-ga                | Pensée sombre tourbillonnante          | ?      | ?      | -     | -                  |
| Autre          | Femme mystérieuse    | (Future reine du nouvel univers)       | ?      | ?      | -     | Kotono Mitsuishi   |

### Angelique Etoile2003
| Type          | Nom                  | Rôle                            | Univers      | Origine   | Cible | Interprété/e par   |
| ------------- | -------------------- | ------------------------------- | ------------ | --------- | ----- | ------------------ |
| Protagoniste  | Ange (Énje)          | Étoile Légendaire               | deux univers | Shinchō   | -     | Yōko Honna (en)*   |
| Esprit d’aide | Constantan           | Esprit d’aide d’Ange            | deux univers | Shinchō   | -     | -                  |
| Reine         | Angélique Limoges    | 256e reine du Shinchō           | Shinchō*     | Shinchō   | -     | Yuri Shiratori     |
| Aide          | Rosalia de Catargena | Aide de la reine Limoges        | Shinchō      | Shinchō   | -     | Kotono Mitsuishi   |
| neuf Gardiens | Julious              | Gardien de la lumière           | Shinchō      | Shinchō   | Oui   | Sho Hayami         |
| neuf Gardiens | Clavis               | Gardien de l'ombre              | Shinchō      | Shinchō   | Oui   | Hideyuki Tanaka    |
| neuf Gardiens | Luva                 | Gardien de la terre             | Shinchō      | Shinchō   | Oui   | Toshihiko Seki     |
| neuf Gardiens | Oscar                | Gardien du feu                  | Shinchō      | Shinchō   | Oui   | Ken'yū Horiuchi    |
| neuf Gardiens | Lumiale              | Gardien de l'eau                | Shinchō      | Shinchō   | Oui   | Nobuo Tobita       |
| neuf Gardiens | Olivie               | Gardien du rêve                 | Shinchō      | Shinchō   | Oui   | Takehito Koyasu    |
| neuf Gardiens | Randy                | Gardien du vent                 | Shinchō      | Shinchō   | Oui   | Nobutoshi Canna    |
| neuf Gardiens | Zephel               | Gardien de l'acier              | Shinchō      | Shinchō   | Oui   | Mitsuo Iwata       |
| neuf Gardiens | Marcel               | Gardien du vert                 | Shinchō      | Shinchō   | Oui   | Hiro Yūki          |
| Reine         | Angélique Collette   | 1re reine du Seijū              | Seijū*       | (Shinchō) | -     | Yoko Asada         |
| Aide          | Rachel Heart         | Aide de la reine Collette       | Seijū        | (Shinchō) | -     | Miki Nagasawa      |
| neuf Gardiens | Leonard              | Gardien de la lumière           | Seijū        | Seijū     | Oui   | Rikiya Koyama      |
| neuf Gardiens | Francis              | Gardien de l'ombre              | Seijū        | Seijū     | Oui   | Tomokazu Sugita    |
| neuf Gardiens | Victor*              | Gardien de la terre             | Seijū        | Shinchō   | Oui   | Fumihiko Tachiki   |
| neuf Gardiens | Charles Won*         | Gardien du feu                  | Seijū        | Shinchō   | Oui   | Mitsuaki Madono    |
| neuf Gardiens | Timka*               | Gardien de l'eau                | Seijū        | Shinchō   | Oui   | Atsushi Kisaichi   |
| neuf Gardiens | Mel*                 | Gardien du rêve                 | Seijū        | Shinchō   | Oui   | Yumi Tōma          |
| neuf Gardiens | Heuye                | Gardien du vent                 | Seijū        | Seijū     | Oui   | Daisuke Namikawa   |
| neuf Gardiens | Ernst*               | Gardien de l'acier              | Seijū        | Shinchō   | Oui   | Toshiyuki Morikawa |
| neuf Gardiens | Sei-lan*             | Gardien du vert                 | Seijū        | Shinchō   | Oui   | Tetsuya Iwanaga    |
| Autre         | Arios                | L'ombre de la reine             | Seijū        | (Inconnu) | Oui   | Ken Narita         |
| Autre         | Eimie                | Chercheuse du laboratoire royal | Shinchō      | Shinchō   | -     | -                  |
| Autre         | Néné                 | Diseuse de bonne aventure       | Shinchō      | Shinchō   | -     | -                  |
| Autre         | Conrad               | Capitaine de vaisseau spatial   | Seijū        | Seijū     | -     | -                  |

- La voix d'Ange n'est présentée que dans la série anime télévisée et les drama CD. Dans le jeu, il n'y a pas de voix.
- Victor, Sei-lan et Timka sont instructeur dans Angelique Special 2. Charles, Mel et Ernst sont Collaborateur dans Angelique Special 2.
- Shinchō - 神鳥 (L'Oiseau devin). L'univers de Shinchō. Seijū - 聖獣 (la Bête sacrée). L'univers de Seijū.

## Manga
- Angelique (par Kairi Yura, chez Kadokawa Shoten, prépublié de 1996 à 2003 dans Fantasy DX puis Monthly Asuka)

1. Volume 01 (11/1996)
2. Volume 02 (07/1997)
3. Volume 03 (11/1997)
4. Volume 04 (07/1998)
5. Volume 05 (03/1999)
6. Volume 06 (12/1999)
7. Volume 07 (04/2001)
8. Volume 08 (10/2001)
9. Volume 09 (03/2002)
10. Volume 10 (02/2003)
11. Volume 11 (02/07/2003)

- Guruguru Angelique (ぐるぐるアンジェリーク?) (par Oshida J.O ; 1 volume sorti le 1er février 2000)
- Neo Angelique (par Mika Kajiyama, chez Kadokawa Shoten, prépublié dans Monthly Asuka d'avril 2006 à octobre 2008)

1. Volume 01
2. Volume 02
3. Volume 03
4. Volume 04
5. Volume 05

## Anime
Séries vidéo OAV
- Angelique - Shiroi Tsubasa no Memoire (アンジェリーク 白い翼のメモワール?) (2000 ; 2 épisodes)
- Angelique - Seichi yori Ai o Komete (アンジェリーク 聖地より愛をこめて?) (2001 ; 3 épisodes)
- Angelique - Twin Collection (アンジェリークTWINコレクション?) (2002-2003 ; 8 épisodes)
- Angelique (アンジェリーク?) (2004 ; 3 épisodes)

Séries télévisées
- Koi Suru Tenshi Angelique - Kokoro no Mezameru Toki (恋する天使アンジェリーク 〜心のめざめる時〜?) (08/07 - 30/09/2006 ; 13 éps)
- Koi Suru Tenshi Angelique - Kagayaki no Ashita (恋する天使アンジェリーク 〜かがやきの明日〜?) (05/01- 23/03/2007 ; 13 épisodes)

## CD audio
Les drama CD sont des histoires contées sur CD audio par les doubleurs des jeux et animés de la série.
Gaiden Drama Series:
- Angelique Gaiden: Infinite Scale (アンジェリーク外伝 無限音階?)
- Angelique Gaiden 2: Outline in Crimson (アンジェリーク外伝2 緋の輪郭?)
- Angelique Gaiden 3: Mirrors of the Forbidden Land (アンジェリーク外伝3 禁域の鏡?)
- Angelique Gaiden 4: Rainbow Memories (アンジェリーク外伝4 虹の記憶?)

## Séries de jeux vidéo connexes

### Série Neo Romance
La série Neo Romance est des jeux vidéo otome qui sont conçus et développés par le groupe féminin Ruby Party. Le premier produit de cette série est Angelique. Neo Angelique est le quatrième jeu vidéo de cette série.
- 1 Série Angelique 1994 - 2021 (Cette série de jeux vidéo)
- 2 Série Harukanaru toki no naka de 2000 - 2018 (ja)
- 3 Série Kin'iro no Corda 2003 - (ja)
- 4 Série Neo Angelique 2006 - 2008 : Dans cette série de jeux vidéo, le nom de la protagoniste est Angélique. Mais les histoires, l'univers et les personnages du série sont totalement différents de ceux de la Série Angelique. Ce jeu vidéo n'est ni la suite ni le spin-off d'Angelique. Cette série de jeux vidéo a plusieurs versions et la série d'animation télévisée.

Jeux vidéo:
1. Neo Angelique, sorti en 2006
2. Neo Angelique Full Voice, sorti en 2008
3. Neo Angelique Special, sorti en 2008

Anime télévisés:
1. Neo Angelique Abyss (06/04 - 29/06/2008 ; 13 épisodes)
2. Neo Angelique Abyss -Second Age- (06/07 - 14/09/2008 ; 13 épisodes)